# خلايا ليمفاوية تفاعلية

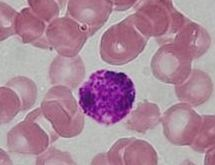
الحبيبات المحببة القاعدية باللون الأرجواني الداكن عند صبغها ب H&E.

الخلايا الليمفاوية التفاعلية (بالإنجليزية: Reactive lymphocyte)‏ أو الخلايا الليمفاوية المتغيرة هي الخلايا الليمفاوية السامة (CD8+) التي تصبح كبيرة نتيجة لتحفيز المستضد عادة يمكن أن يكون قطرها أكثر من 30 ميكرومتر مع اختلاف الحجم والشكل.
يمكن أن تكون نواة الخلية الليمفاوية التفاعلية مستديرة، أو ناقصة، أو مسننة، أو مشقوقة، أو مطوية. غالبًا ما يكون السيتوبلازم وفيرًا ويمكن أن يكون قاعديًا توجد فجوات و/أو حبيبات في بعض الأحيان. غالبًا ما يكون السيتوبلازم رمادي أو أزرق باهت أو أزرق غامق اللون.
تُعرف الخلية المميزة المرتبطة بـ EBV أو CMV باسم "خلية داوني"، على اسم هال داوني، الذي ساهم في توصيفها في عام 1923.

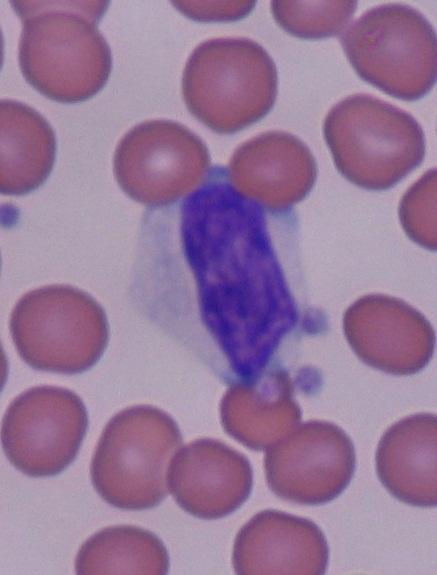
الخلايا الليمفاوية التفاعلية محاطة بخلايا الدم الحمراء

## الأسباب

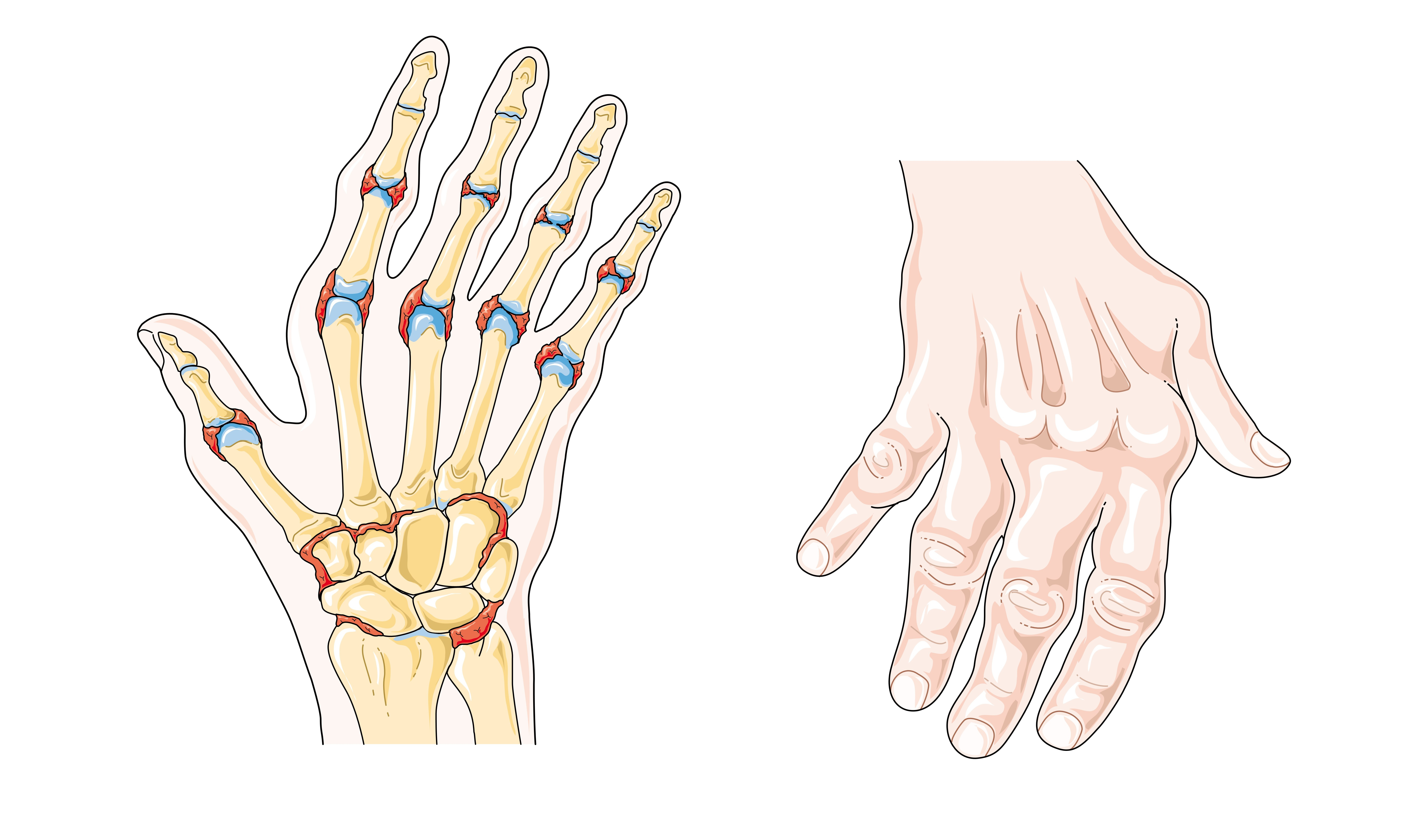
التهاب المفاصل الروماتويدي

عادة ما ترتبط الخلايا الليمفاوية التفاعلية بالأمراض الفيروسية، ولكنها يمكن أن تكون موجودة أيضًا نتيجة لتفاعلات الأدوية (مثل الفينيتوين) والتحصين، والإشعاع، والأسباب الهرمونية (مثل الضغط ومرض أديسون)، وكذلك بعض اضطرابات المناعة الذاتية (مثل التهاب المفاصل الروماتويدي).
تتضمن بعض الأسباب المرتبطة بالعوامل الممرضة ما يلي:
- فيروس ابشتاين بار (Epstein–Barr virus)
- فيروس مضخم للخلايا (Cytomegalovirus)
- التوكسوبلازما (Toxoplasma gondii)
- اللولبية الشاحبة (الزهري)
- العقدية القاطعة للدر (العقديات المجموعة ب)
- التهاب الكبد ج
- فيروس هانتا (Hantavirus)[3]